# 94 Hours
"94 Hours" es una canción de la banda de metalcore As I Lay Dying, un sencillo extraído de su segundo álbum Frail Words Collapse.

## Letra de la Canción
Las letras parecen ser las consecuencias de abandonar una relación. ("94 hours of regret for me to realize what I held...I held its innocence within my heart")/("94 horas de pesar por darme cuenta de lo que tuve ... me celebró su inocencia dentro de mi corazón")Hacen hincapié en el sentimiento de pesar y dolor que aparece como resultado de unos momentos de placer ("The pain of a moment's time will forever beg Your forgiveness")/("El dolor de tiempo de un momento para siempre pido tu perdón")"Your" se escribe con mayúscula que indica una posible referencia a Dios. Esto también parece ser un tema recurrente a lo largo de todo el álbum, junto con otros temas que tratan con la fugacidad de los placeres terrenales.[cita requerida]

## Vídeo
Hay un vídeo musical lanzado para la canción, que está muy en función de resultados con poca historia. Las escenas de historia en su mayoría muestran una pareja besándose, a continuación, que muestra lo que podría ser arrepentimiento o la incertidumbre. El video termina con una escena en la que la pareja está acostado en la cama juntos. Esto podría ser una alusión a la locura de la impureza sexual, aunque el verdadero significado se desconoce. La canción de pista en este sentido con la línea "I held the unfading beauty, I held your innocence"/.("Mantuve la belleza inmarcesible, que celebró su inocencia".)
- Datos: Q8179784